# Domingo López-Chaves
Pour les articles homonymes, voir López et Chaves.
Domingo López-Chaves Mangas, né le 1er août 1977 à Ledesma (Espagne, province de Salamanque), est un matador espagnol.

## Biographie
Fils de Domingo López-Chaves Rodríguez et Cristina Mangas Alonso, il est l'un des matadors les plus valeureux de l'escalafón, surtout apprécié dans les arènes où l’on voit essentiellement des taureaux provenant de ganaderías « dures ». Mais son talon d’Achille est sa trop grande irrégularité lors de l’estocade.

### Carrière
- Alternative : Salamanque (Espagne) le 15 septembre 1998. Parrain, Joselito ; témoin, Enrique Ponce. Taureaux de la ganadería de Pedro et Verónica Gutiérrez Lorenzo.
- Confirmation d’alternative à Madrid : 27 juillet 2003. Parrain, Alberto Ramírez ; témoin, Rafaelillo (qui confirmait également son alternative). Taureaux de la ganadería de El Jaral de la Mira.